# Costanzo Festa
Costanzo Festa (ur. ok. 1480 w Villafranca Piemonte koło Turynu lub w Toskanii, zm. 10 kwietnia 1545 w Rzymie) – włoski kompozytor.

## Życiorys
W latach 1510–1517 przebywał na wyspie Ischii koło Neapolu, pozostając w służbie rodu d’Avalos. Około 1514 roku przebywał również czasowo we Francji. Od 1517 do 1545 roku działał w Rzymie jako śpiewak i kompozytor kapeli przy Kaplicy Sykstyńskiej. Przypuszczalnie utrzymywał kontakty z ośrodkiem florenckim.

## Twórczość
Zaliczany jest obok Philippe’a Verdelota, Sebastiano Festy i Jacoba Arcadelta do pierwszych twórców madrygału renesansowego. W jego twórczości dostrzegalny jest wpływ szkoły niderlandzkiej. Zapoczątkował styl szkoły rzymskiej. W mszach stosował technikę cantus firmus, zarówno kanoniczną, jak i przeimitowaną. Materiał melodyczny czerpał z chorału gregoriańskiego i chansons. W motetach obok techniki polifonicznej stosował fakturę homofonizującą.
Skomponował m.in. 4 msze, części mszalne, 12 magnifikatów, 8 lamentacji na Wielki Tydzień, około 60 motetów, 30 hymnów.